# Ticinské Alpy
Ticinské Alpy (italsky Alpi Ticinesi, německy Tessiner Alpen) jsou pohoří ležící takřka rovnoměrně na území Itálie (oblast Piemont) a Švýcarska (kanton Ticino). Tvoří část Lepontských Alp. Tato horská skupina patří mezi méně vyhledávaná pohoří. Vzhledem k poloze na jihu Švýcarska zde převládá pěkné, slunečné počasí, provázené patrným vlivem středozemního teplejšího podnebí. Geologicky se řadí do Vnitřních krystalických Alp. Nejvyšším vrcholem je Basòdino (3 274 m).

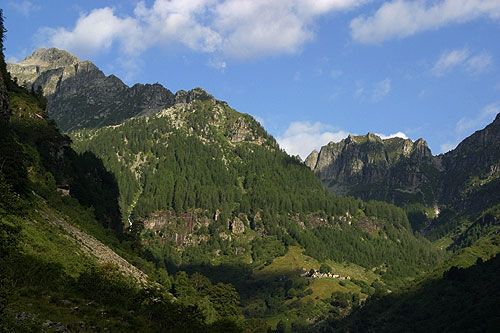
Údolí Redorta na území Švýcarska, poblíž vrcholu Corona di Redorta

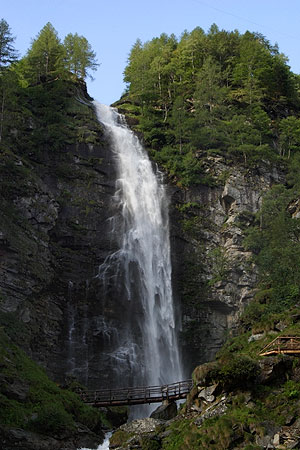
Vodopád na říčce Verzasca

## Poloha
Jižní hranici vymezuje jezero Lago Maggiore. Západní okraj pohoří je vymezen státní hranicí Švýcarska a Itálie, východ odděluje od sousední skupin Tambo a Gotthard řeka Ticino. Na severu tvoří okraj pohoří doliny Valle Leventina a Val Bedretto až po silniční sedlo Nufenenpass (2 478 m).

## Geografie
I přes poměrně teplé podnebí je pohoří zaledněno. Dělí se na několik skupin. Na severu je to masiv nejvyšší hory Basodino na který na východě navazuje nižší skupina Cristallina. Na severovýchodě se nalézá třítisícová skupina Campo Tencia. Na jihu Švýcarské části jsou to potom masivy Maggia a Verzascas, pojmenované po údolích zasahujících do pohoří na jihu země. Zcela na západě pohoří na italské straně leží skupina Pioda di Crana, která již postrádá severní, velehorský charakter. Skupinu Laurasca (také Lonrasca) nalezneme jižně od dělicího údolí Val Vigezzo, přetínající pohoří ve směru západ–východ. Leží na území národního parku Valgrande.

### Významné vrcholy
- Basodino (3 274 m)
- Kastelhorn (3 128 m)
- Pizzo Campo Tencia (3 072 m)
- Tamierhorn (3 087 m)
- Marchhorn (2 962 m)
- Pizzo Fiorera (2 921 m)
- Cristallina (2 912 m)
- Corona di Redorta (2 804 m)
- Pioda di Crana (2 430 m)
- Piancascia (2 360 m)
- Cima della Laurasca (2 195 m)
- Monte Zeda (2 156 m)

## Vodstvo
Ticinské Alpy jsou velmi bohaté na vodu, a proto zde nalezneme řadu jezer, řek, pramenů atd. Mezi nevýznamnější vodní plochy patří: Lago Maggiore (212 km²), Lago di Vogorno (1,68 km²), Lago del Sambuco (1,11 km²), Lago del Narét, Lago del Cavagnöö, Lago Tremórgio a Lago di Robei. Mezi významné řeky pohoří se řadí: Ticino, Maggia, Melezza, Verzasca a Cannobino.

## Členění
Ticinské Alpy tvoří jednu z částí Lepontských Alp. Dalšími horskými skupinami Lepontských Alp jsou Monte Leone, Gotthardský masiv a Adula.